# Loek van Vollenhoven

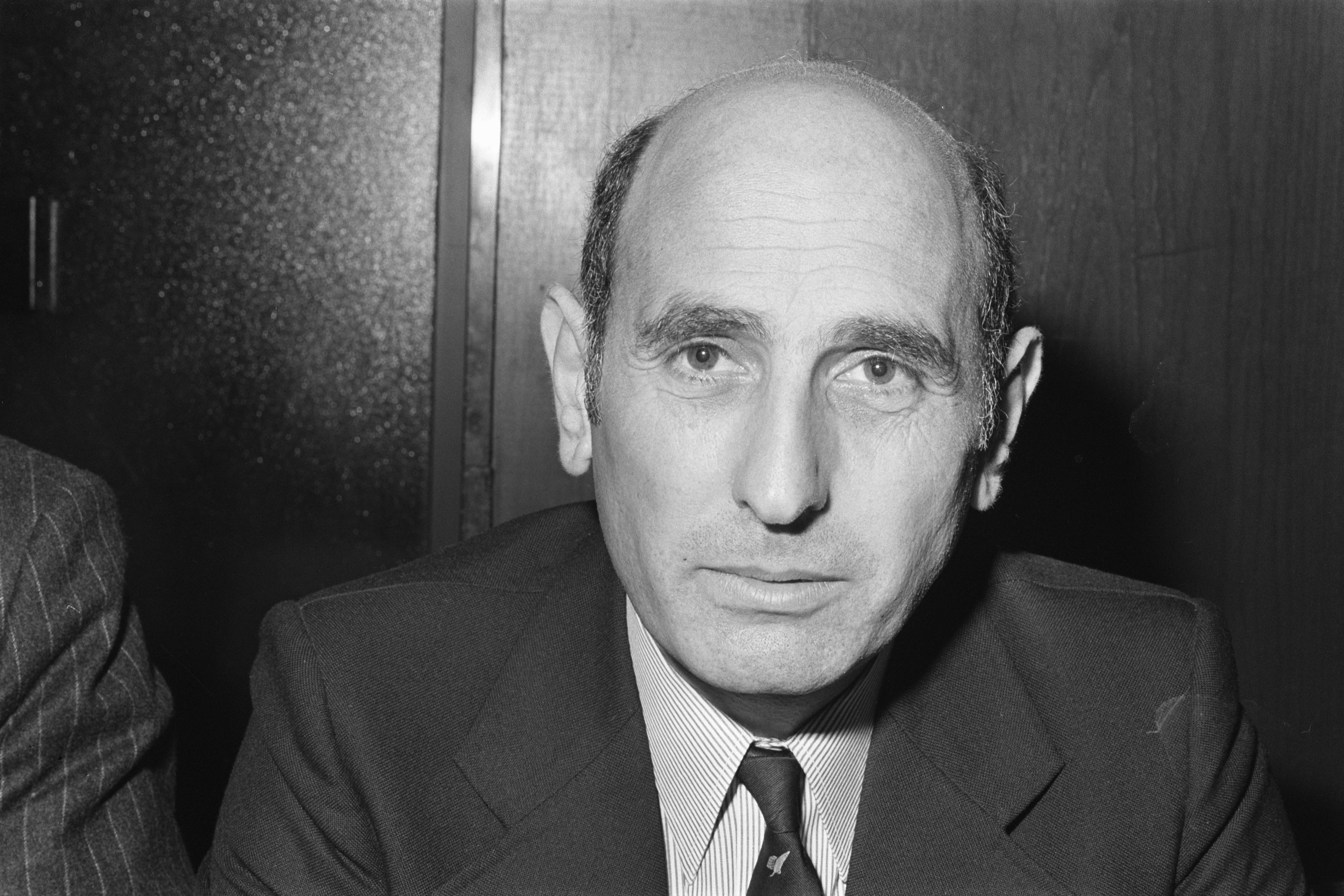
Loek van Vollenhoven (1977).

Loek van Vollenhoven (Den Haag, 15 november 1930) is een Nederlandse voormalig topman. 
Louis van Vollenhoven doorliep het Gymnasium-A in Den Haag en studeerde daarna Nederlands recht in Amsterdam. Daar promoveerde hij in 1970 bij prof. dr. Ernst Denny Hirsch Ballin op een proefschrift over auteursrecht.
Hij was van 1982 tot 1995 lid van de raad van bestuur van Elsevier en sinds die tijd voorzitter van de Raad van Commissarissen van Reed Elsevier en lid van de Raad van Commissarissen van Heineken. Van 1989 tot 1994 was Van Vollenhoven bijzonder hoogleraar mediarecht in Utrecht. In april 1999 vertrok Van Vollenhoven na een conflict samen met Pierre Vinken bij Reed Elsevier. Van Vollenhoven was van 1996 tot en met juni 2001 ook voorzitter van de Reclame Code Commissie.
Loek van Vollenhoven was medeoprichter van het Republikeins Genootschap.

## Publicaties (selectie)
- Louis van Vollenhoven: De zaak TeleVizier, in het bijzonder in auteursrechtelijk verband. Een documentaire studie.  Deventer, Kluwer, 1970. (Proefschrift Gem. Universiteit Amsterdam, 1970). ISBN 9026804393
- L. van Vollenhoven: Overheid en media. Amsterdam, Elsevier, 1990. (Inaugurele rede Rijksuniversiteit Utrecht). ISBN 9090033742